# Gabre Gabric
Ljubica Gabrić coniugata Calvesi (in serbo-croato Љубица Габрић?; Imoschi, 17 ottobre 1914 – Brescia, 16 dicembre 2015) è stata una discobola italiana di origine jugoslava, italianizzata in Gabre Gabric.

## Biografia
Nata in Dalmazia, all'epoca parte dell'Impero austro-ungarico, sposò il tecnico federale Sandro Calvesi, allenatore di ostacolisti e velocisti.
Ebbe due figlie, una delle quali sposatasi con Eddy Ottoz.
Gabric era quindi nonna degli atleti Laurent e Patrick Ottoz, nonché di Pilar Ottoz, giornalista sportiva.
Partecipò a due edizioni dei Giochi olimpici, Berlino 1936 e Londra 1948, e ad altrettante dei campionati europei, vestendo per 21 volte la maglia della nazionale italiana. Conquistò quattro titoli nazionali assoluti e migliorò per sette volte il record nazionale del lancio del disco. Durante il periodo bellico interruppe l'attività agonistica per tre anni, in cui fece da segretaria e interprete del comandante delle Forze Alleate a Brescia. Caparbiamente riprese gli allenamenti e, unica donna, riuscì dopo Berlino a entrare nella rappresentativa azzurra per i Giochi olimpici di Londra del 1948. Praticò anche le altre specialità dei lanci, stabilendo una miglior prestazione personale di m. 12,40 nel getto del peso (1942) e di m. 31,30 nel lancio del giavellotto (1939); si cimentò anche nel salto in lungo. In tarda età si dedicò all'atletica master, stabilendo il record mondiale in quattro specialità nella categoria W95.
Divenuta giornalista professionista, fu direttrice della sala stampa della FIDAL ai Giochi olimpici di Roma 1960 e scrisse per alcune testate nazionali, quali La Gazzetta dello Sport e Tuttosport. Fu la prima donna giornalista al Giornale di Brescia e finì la carriera al giornale Bresciaoggi. Fondatrice insieme al marito Sandro Calvesi dell'Atletica Brescia 1950, ne è stata dirigente e allenatrice; è stata insegnante di ginnastica negli Istituti superiori. Nella lunga carriera sportiva è stata pioniera nell'insegnamento e nell'organizzazione della ginnastica per la terza età, fondando le Pantere Grigie. Prima donna presidente del Panathlon Club di Brescia, partecipò al convegno europeo del Panathlon a Barcellona nel maggio 1985, dove fu eletto Juan Antonio Samaranch, che poi divenne il presidente del CIO. Ha ricevuto numerosi premi: Premio d'onore CONI Nazionale, "Una vita per la scuola", "Fair play per la carriera", "FIDAL nazionale". Fu scelta, unica italiana, dal regista tedesco Jan Tenhaven per il film "Herbstgold", che vinse il premio "Orso d'oro" di Berlino nel 2010. È stata insignita del premio della "Brescianità" dato dall'Ateneo e dal Comune di Brescia.
È sepolta nel cimitero monumentale di Brescia e il nome è stato inserito nel Famedio, come cittadina illustre per la sua attività di atleta e di giornalista. Per gli stessi motivi, alcune associazioni appartenenti al mondo civile e i sette consigli di quartiere della zona Est della città avevano richiesto che la pista d'atletica del quartiere Sanpolino fosse a lei dedicata. La Giunta Del Bono ha formalizzato la dedica l'8 settembre 2021, mentre la cerimonia d'intitolazione è avvenuta il 25 settembre. In Italia si tratta del primo impianto sportivo di questo tipo intitolato a una donna.

### La questione della data di nascita
Negli anni di attività master dell'atleta è sorta una disputa circa la categoria di appartenenza di Gabre Gabric: per la FIDAL (e l'anagrafe) è nata il 17 ottobre 1914, ma secondo altre fonti sarebbe nata il 14 ottobre del 1917. Ancora piccola, avendo perso la mamma, il papà Martin Gabrič la portò negli Stati Uniti, dove Gabre visse a casa dello zio Filippo. Solo a sedici anni tornò dal padre a Zara, che nel frattempo era entrata a far parte del Regno d'Italia. È a questi passaggi che molti attribuiscono un possibile errore di trascrizione anagrafica. I documenti conservati presso la Ellis Island Foundation di New York (riportati qui sotto) indicano che Gabre Gabric arrivò a New York insieme al padre Martino Gabrich il 20 novembre 1923, sul piroscafo Presidente Wilson proveniente dal porto di Trieste. Gli stessi documenti riportano che la piccola Gabre all'epoca dell'arrivo negli Stati Uniti aveva 9 anni di età, confermando il 1914 come effettivo anno di nascita.

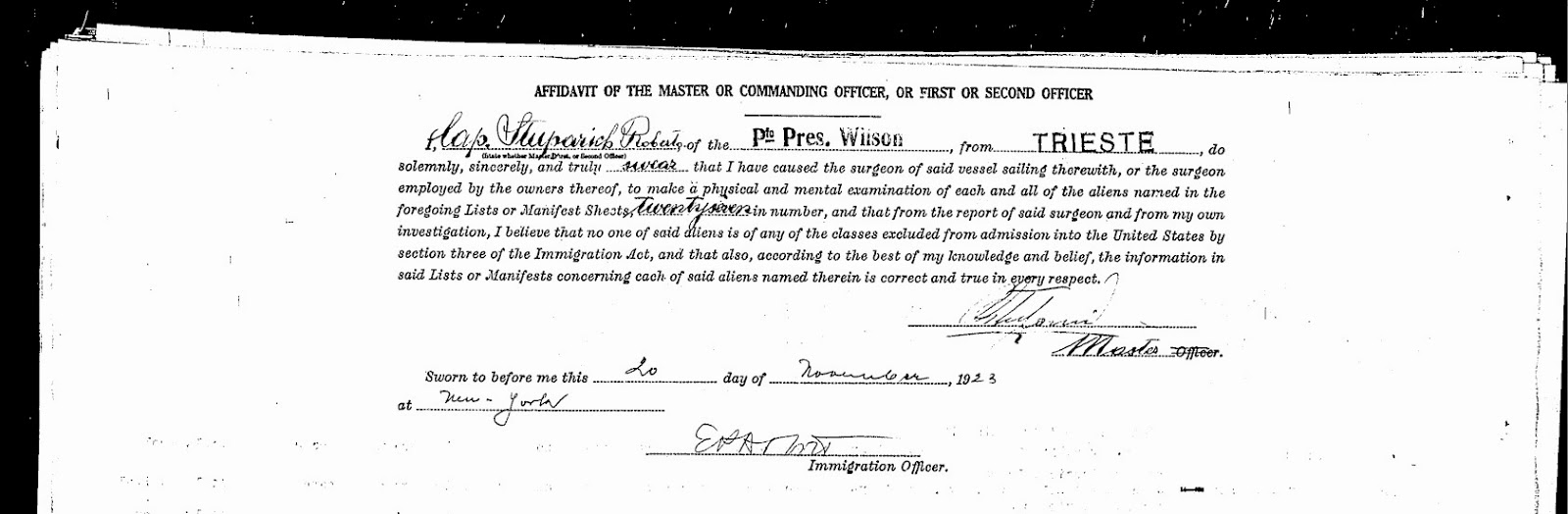
Affidavit del capitano Roberto Stuparich
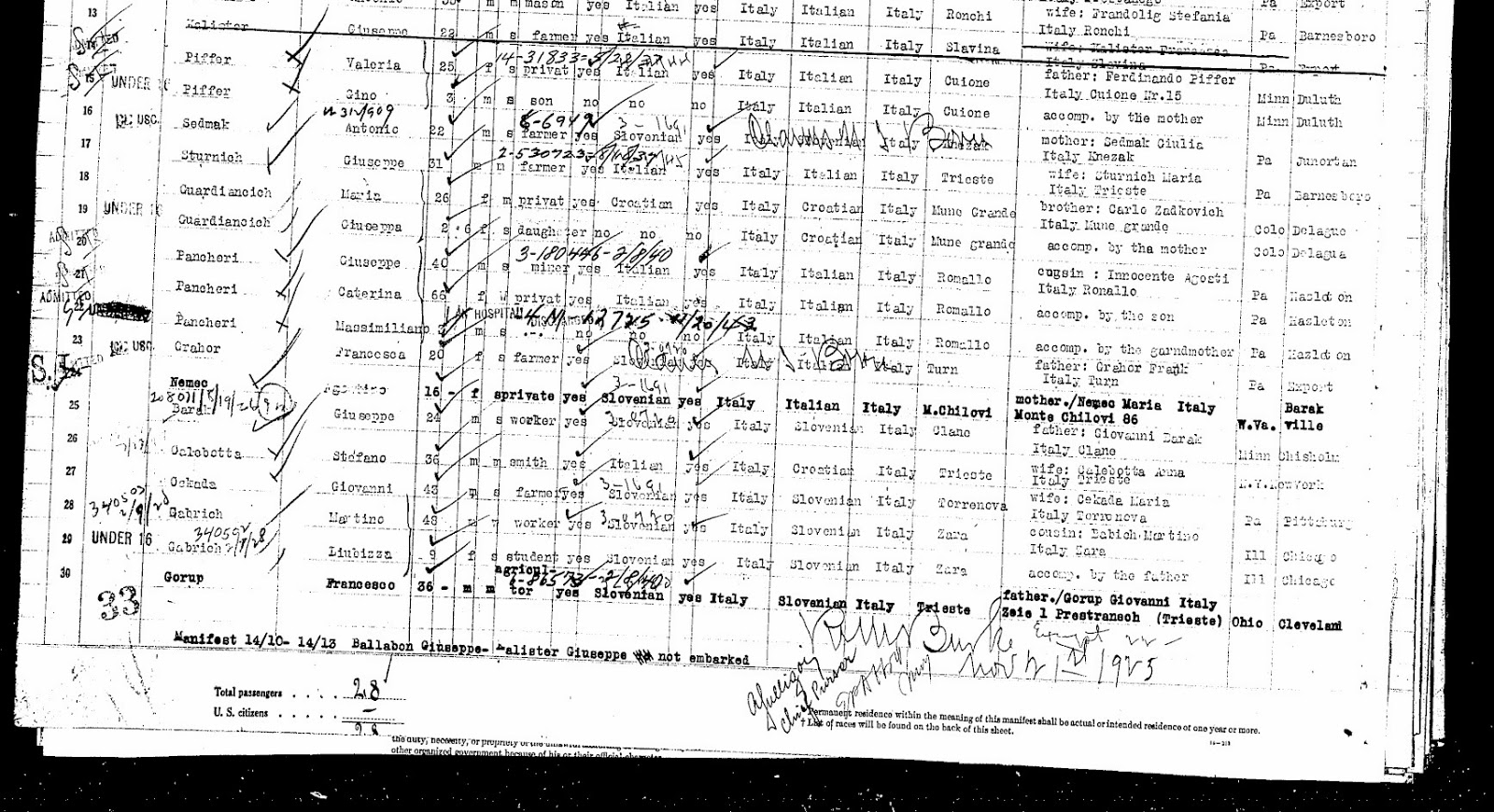
Registro di bordo del piroscafo Presidente Wilson (pagina 1)
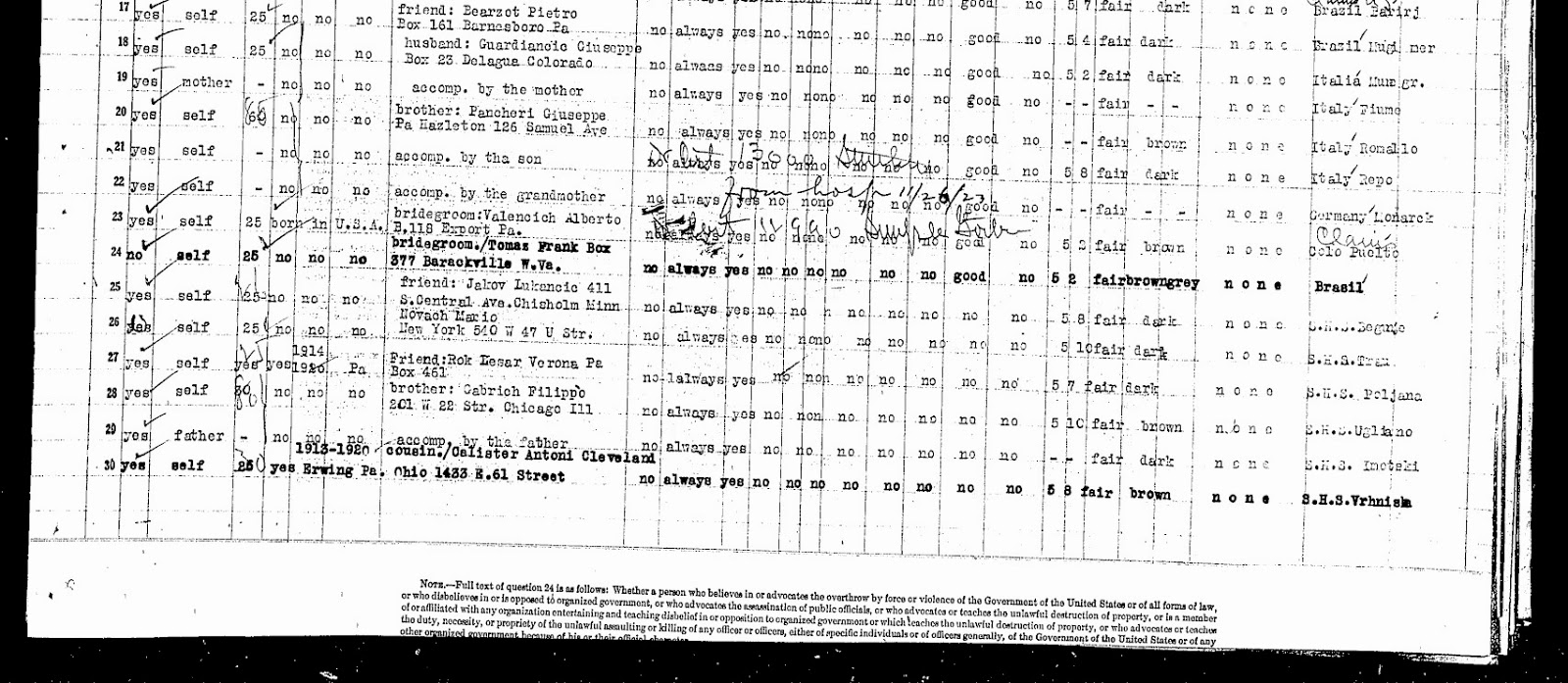
Registro di bordo del piroscafo Presidente Wilson (pagina 2)

## Record del mondo master
La Gabric detiene quattro record mondiali in specialità di lanci:
- Getto del peso W95: 5,32 m ( Nyíregyháza, 23 luglio 2010)
- Lancio del disco W95: 12,86 m ( Nyíregyháza, 21 luglio 2010)
- Martello a maniglia corta W95: 4,67 m ( Macerata, 9 ottobre 2010)[13]
- Pentathlon lanci W95: 3 923 p. ( Macerata, 9 ottobre 2010)[13]

## Palmarès

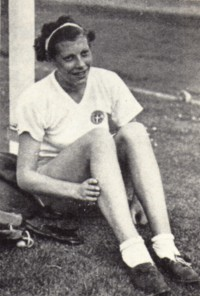
Gabre Gabric negli anni 1930

| Anno              | Manifestazione         | Sede              | Evento                     | Risultato         | Prestazione       | Note              |
| Attività seniores | Attività seniores      | Attività seniores | Attività seniores          | Attività seniores | Attività seniores | Attività seniores |
| ----------------- | ---------------------- | ----------------- | -------------------------- | ----------------- | ----------------- | ----------------- |
| 1936              | Giochi olimpici        | Berlino           | Lancio del disco           | 10ª               | 34,31 m           |                   |
| 1938              | Europei                | Vienna            | Lancio del disco           | 6ª                |                   |                   |
| 1946              | Europei                | Oslo              | Lancio del disco           | 7ª                |                   |                   |
| 1948              | Giochi olimpici        | Londra            | Lancio del disco           | 17ª               | 34,17 m           |                   |
| Attività master   |                        |                   |                            |                   |                   |                   |
| 2007              | Mondiali master        | Riccione          | Getto del peso W90         | Oro               | 4,35 m            | [ 14 ]            |
| 2007              | Mondiali master        | Riccione          | Lancio del disco W90       | Oro               | 11,45 m           | [ 14 ]            |
| 2007              | Mondiali master        | Riccione          | Lancio del giavellotto W90 | Argento           | 6,93 m            | [ 14 ]            |
| 2008              | Mondiali master indoor | Clermont-Ferrand  | Getto del peso W90         | Oro               | 4,73 m            | [ 15 ]            |
| 2008              | Mondiali master indoor | Clermont-Ferrand  | Lancio del disco W90       | Oro               | 11,49 m           | [ 15 ]            |
| 2008              | Mondiali master indoor | Clermont-Ferrand  | Lancio del giavellotto W90 | Oro               | 6,87 m            | [ 15 ]            |
| 2008              | Europei master         | Lubiana           | Getto del peso W90         | Oro               | 4,73 m            | [ 16 ]            |
| 2008              | Europei master         | Lubiana           | Lancio del disco W90       | Oro               | 11,86 m           | [ 16 ]            |
| 2008              | Europei master         | Lubiana           | Lancio del giavellotto W90 | Oro               | 7,97 m            | [ 16 ]            |
| 2009              | Europei master indoor  | Ancona            | Getto del peso W90         | Oro               | 4,72 m            | [ 17 ]            |
| 2009              | Europei master indoor  | Ancona            | Lancio del disco W90       | Oro               | 12,02 m           | [ 17 ]            |
| 2009              | Europei master indoor  | Ancona            | Lancio del giavellotto W90 | Oro               | 7,85 m            | [ 17 ]            |
| 2009              | Mondiali master        | Lahti             | Getto del peso W90         | Argento           | 4,73 m            | [ 18 ]            |
| 2009              | Mondiali master        | Lahti             | Lancio del disco W90       | Argento           | 12,55 m           | [ 18 ]            |
| 2009              | Mondiali master        | Lahti             | Lancio del giavellotto W90 | Argento           | 7,36 m            | [ 18 ]            |
| 2010              | Europei master         | Nyíregyháza       | Getto del peso W95         | Oro               | 5,32 m            | Record mondiale   |
| 2010              | Europei master         | Nyíregyháza       | Lancio del disco W95       | Oro               | 12,86 m           | Record mondiale   |
| 2010              | Europei master         | Nyíregyháza       | Lancio del giavellotto W95 | Oro               | 7,92 m            | [ 19 ]            |

## Campionati nazionali
1936
- Argento ai campionati italiani assoluti, lancio del disco - 32,69 m

1937
- Oro ai campionati italiani assoluti, lancio del disco[20]

1938
- Argento ai campionati italiani assoluti, lancio del disco

1939
- Oro ai campionati italiani assoluti, lancio del disco[20]

1940
- Oro ai campionati italiani assoluti, lancio del disco[20]

1942
- Oro ai campionati italiani assoluti, lancio del disco[20]

1946
- Bronzo ai campionati italiani assoluti, lancio del disco

1947
- Argento ai campionati italiani assoluti, lancio del disco

1948
- Bronzo ai campionati italiani assoluti, lancio del disco

1953
- Bronzo ai campionati italiani assoluti, lancio del disco